# 白侧耳
白侧耳(拉丁学名：Pleurotus albellus (Pat.) Pegler )，真菌种名，伞菌目侧耳科，菌盖呈白色，直径4-11cm。分布于广东等地。可食用。